# Héreg
Héreg je vas na Madžarskem, ki upravno spada pod podregijo Tatabányai Županije Komárom-Esztergom.